# Panama (Iowa)
Panama é uma cidade localizada no estado americano de Iowa, no Condado de Shelby.

## Demografia
Segundo o censo americano de 2000, a sua população era de 212 habitantes.
Em 2006, foi estimada uma população de 195, um decréscimo de 17 (-8.0%).

## Geografia
De acordo com o United States Census Bureau tem uma área de
0,7 km², dos quais 0,7 km² cobertos por terra e 0,0 km² cobertos por água. Panama localiza-se a aproximadamente 386 m acima do nível do mar.

## Localidades na vizinhança
O diagrama seguinte representa as localidades num raio de 16 km ao redor de Panama.